# Рамбальди, Карло
Карло Рамбальди (итал. Carlo Rambaldi; 15 сентября 1925, Вигарано-Майнарда — 10 августа 2012, Ламеция-Терме) — итальянский мастер спецэффектов в кино. Наиболее известные работы — Кинг-Конг в натуральную величину для одноименного фильма 1976 года, голова монстра в фильме «Чужой» и пришелец для картины Стивена Спилберга «Инопланетянин» (1982).
В Италии работал с такими режиссёрами как Марио Бава, Федерико Феллини, Пьер Паоло Пазолини, Марио Моничелли и Дарио Ардженто.
Рамбальди имеет «Оскар» за спецэффекты к картинам «Кинг-Конг» (1976) вместе с Гленом Робинсоном и Фрэнком Ван Дер Веером, «Чужой» (1979) вместе с Гансом Рудольфом Гигером, Ником Оллдером, Деннисом Эйлингом и Брайаном Джонсоном, «Инопланетянин» (1982) наряду с Деннисом Мюреном и Кеннетом Смитом.
Академия фантастических фильмов, фэнтези и фильмов ужасов США вручила Рамбальди свой приз «Сатурн» за лучшие спецэффекты к картине «Инопланетянин» (1982), за него также получил номинацию на премию BAFTA. В 1985 году на кинофестивале «Mystfest» Рамбальди получил специальный приз за свою деятельность.
У Рамбальди есть номинация на антиприз «Золотая малина» за худшие спецэффекты к картине «Кинг-Конг жив» (1986).

## Фильмография
- «Персей непобедимый» (1963) / Perseo l’invincibile — спецэффекты
- «Ведьма» (1966) / La strega in amore — спецэффекты
- «Одиссея» (1968) / L’Odissea — спецэффекты
- «Смеющаяся женщина» (1969) / Femina ridens — спецэффекты
- «Ящерица под женской кожей» (1971) / Una Lucertola con la pelle di donna — спецэффекты
- «Кровавый залив» (1971) / Reazione a catena — спецэффекты
- «Ночь дьяволов» (1972) / La Notte dei diavoli — спецэффекты
- Casa d’appuntamento (1972) — спецэффекты
- «Франкенштейн '80» (1972) / Frankenstein '80 — эффекты грима
- «Плоть для Франкенштейна» (1973) / Flesh for Frankenstein — спецэффекты
- «Кровь для Дракулы» (1974) / Blood for Dracula  — спецэффекты
- La Mano che nutre la morte (1974) — спецэффекты
- «Любовник монстра» (1974) / Le Amanti del mostro — спецэффекты
- La Mazurka del barone, della santa e del fico fiorone (1975) — спецэффекты
- «Кроваво-красное» (1975) / Profondo rosso — спецэффекты
- «Кинг-Конг» (1976) / King Kong — спецэффекты
- The White Buffalo (1977) — консультант
- «Близкие контакты третьей степени» (1977) / Close Encounters of the Third Kind  — реализация внеземного
- «Чужой» (1979) / Alien — голова Чужого
- «Рука» (1981) / The Hand — спецэффекты
- «Одержимая» (1981) / Possession — спецэффекты Создания
- «Инопланетянин» (1982) / E.T. the Extra-Terrestrial — управление Инопланетянином
- «Конан-разрушитель» (1984) / Conan the Destroyer — Дагот
- «Дюна» (1984) / Dune — существа́
- «Серебряная пуля» (1985) / Silver Bullet — костюм оборотня
- «Кинг-Конг жив» (1986) / King Kong Lives — спецэффекты
- «Ярость зверя» (1988) / Primal Rage — спецэффекты
- «Кошачий глаз» (1985) / Cat’s Eye — существа
- «Чулан Кэмерона» (1989) / Cameron’s Closet — спецэффекты существ
- «Западня» (1995) / Decoy — дизайнер экзотического оружия, зав. визуальными эффектами

## Главные награды
- Премия Американской киноакадемии («Оскар»)
  - 1977 — Награда за особые достижения, «Кинг-Конг», за визуальные эффекты
  - 1980 — Лучшие визуальные эффекты, «Чужой»
  - 1983 — Лучшие визуальные эффекты, «Инопланетянин»

- Премия Американской академии кинофантастики («Сатурн»)
  - 1983 — Лучшие специальные эффекты, «Инопланетянин»